# بوستان خاقانی
بوستان خاقانی یا پارک خاقانی یکی از بوستان‌های تبریز است که در مرکز این شهر و در مجاورت مسجد کبود و موزه آذربایجان واقع شده‌است.
در گذشته در محوطهٔ غربی و جنوبی مسجد کبود، باغ و خانقاهی وجود داشت که محل عبادت فقها و زهاد صوفیه و مشایخ بود. در اثر زلزله سال ۱۱۹۳ قمری، متعلقات عمارت مظفریه و مسجد کبود به کلی نابود شده و حیاط عمارت مظفریه به گورستان ویرانی تبدیل شد. تعدادی از کشته‌شدگان زلزلهٔ تبریز را در این محوطه به خاک سپردند، تا این که در ۱۳۰۸ خورشیدی این گورستان توسط محمد علی خان تربیت، شهردار وقت تبریز به صورت باغ و گردشگاه عمومی شهری درآمد. مردم تبریز در آن زمان، به خاطر وجود استخوان مردگان آن زلزله در باغ، نام این باغ را «سوموکلی باغ» به معنی «باغ استخوان‌ها» نهادند.
در سال ۱۳۳۶ خورشیدی در همین مکان، دبستان جهانشاه و موزهٔ آذربایجان احداث گردید. نام «مدرسهٔ جهانشاه» در اوایل انقلاب ۱۳۵۷ به «مدرسهٔ مصدق» سپس به «دبستان تیمسار فکوری» تغییر نام یافت؛ ولی چون ساختمان مدرسه فرسوده شده بود، با توافق شهرداری تبریز و ادارهٔ کل آموزش و پرورش استان در سال ۱۳۸۰ محوطهٔ مدرسه به پارک و بوستان خاقانی تبدیل شده و مجسمهٔ بزرگ خاقانی شاعر معروف ایرانی در همین پارک و بوستان نصب گردید. همچنین در پیوستگی مسجد کبود و بخش شمالی پارک خاقانی یکی از دیرینه‌ترین گذرهای شهر تبریز وجود داشت بنام خیابان کهن، در دو سوی آن خیابان تاریخی ده‌ها کاروانسرای قدیمی و عمارتهای تاریخی وجود داشت که در سال ۱۳۹۰ و در پی دستور شهردار وقت شهر تبریز علیرضا نوین همه بستر خیابان کهن (کهنه خیاوان) و دکان‌ها و کاروانسراها و بناهای دیرسال آن نابود و ویران شدند و اکنون دیگر هیچ اثری از آن گذر تاریخی بجای نمانده است.

## نگارخانه

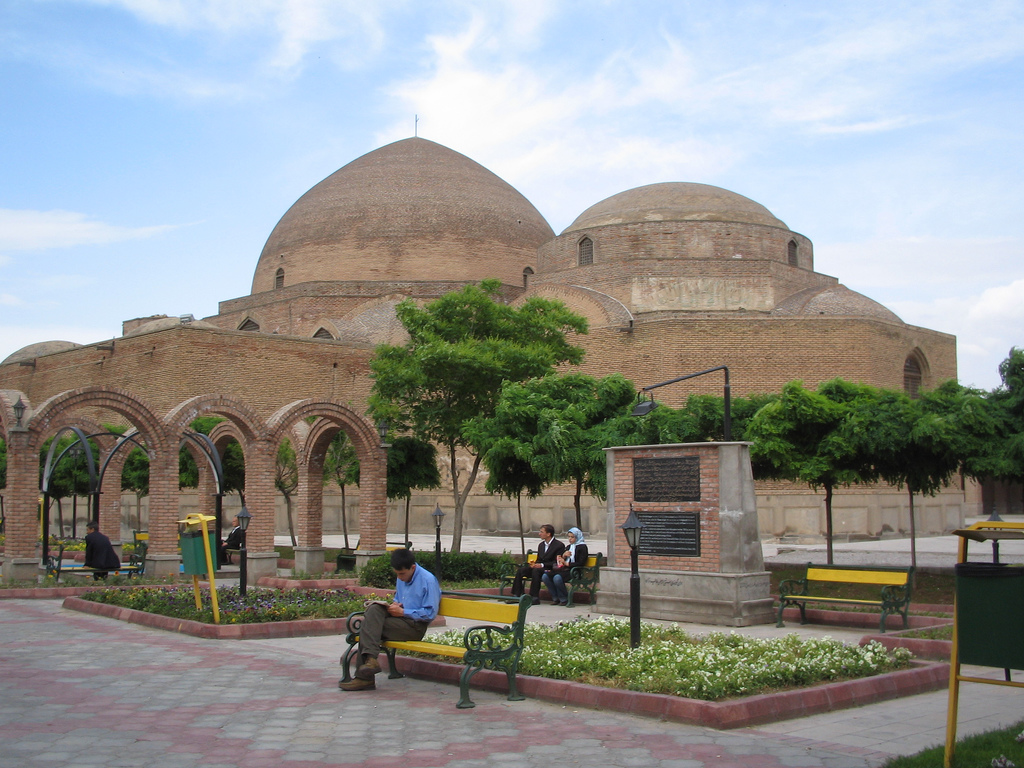
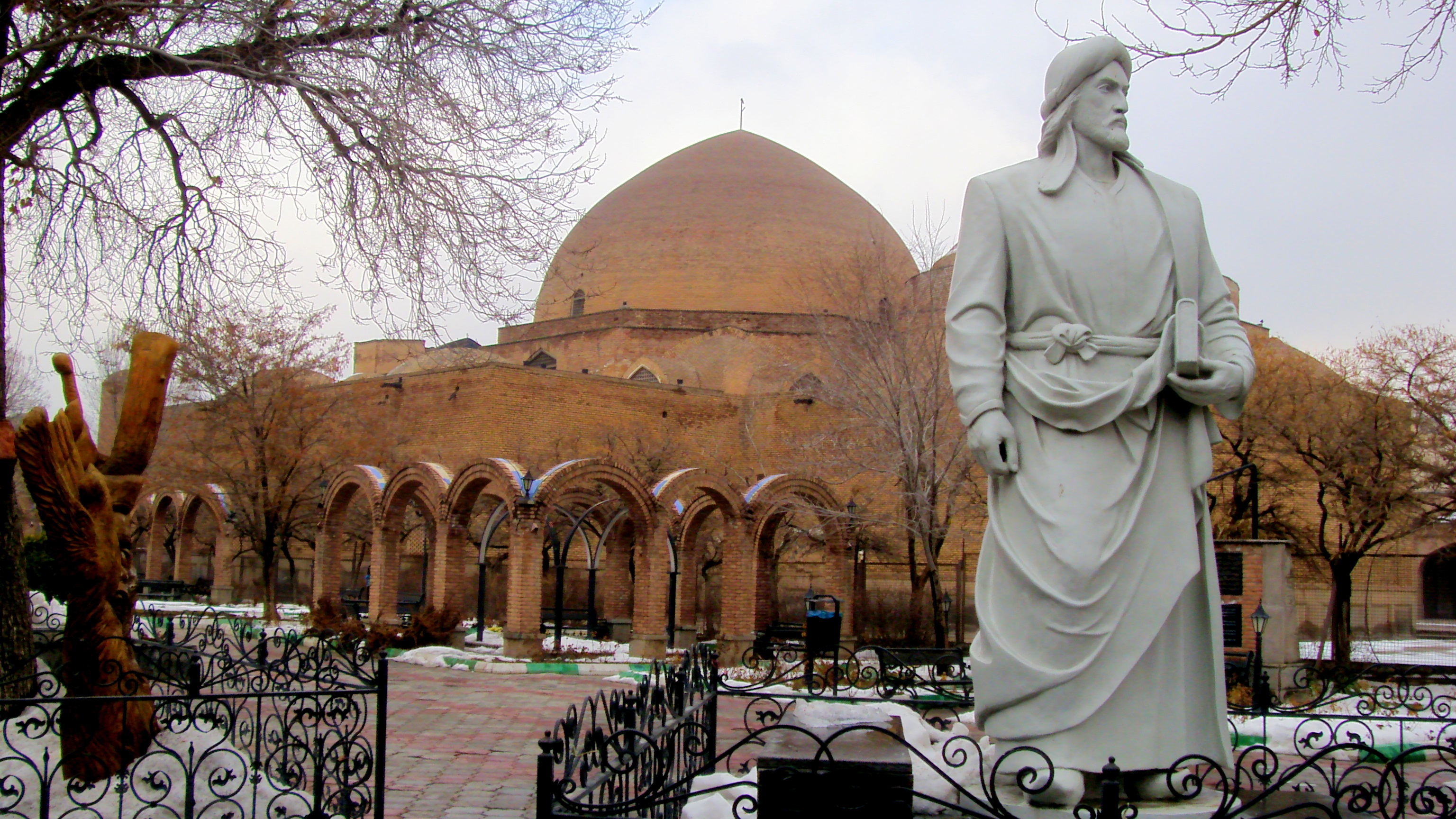
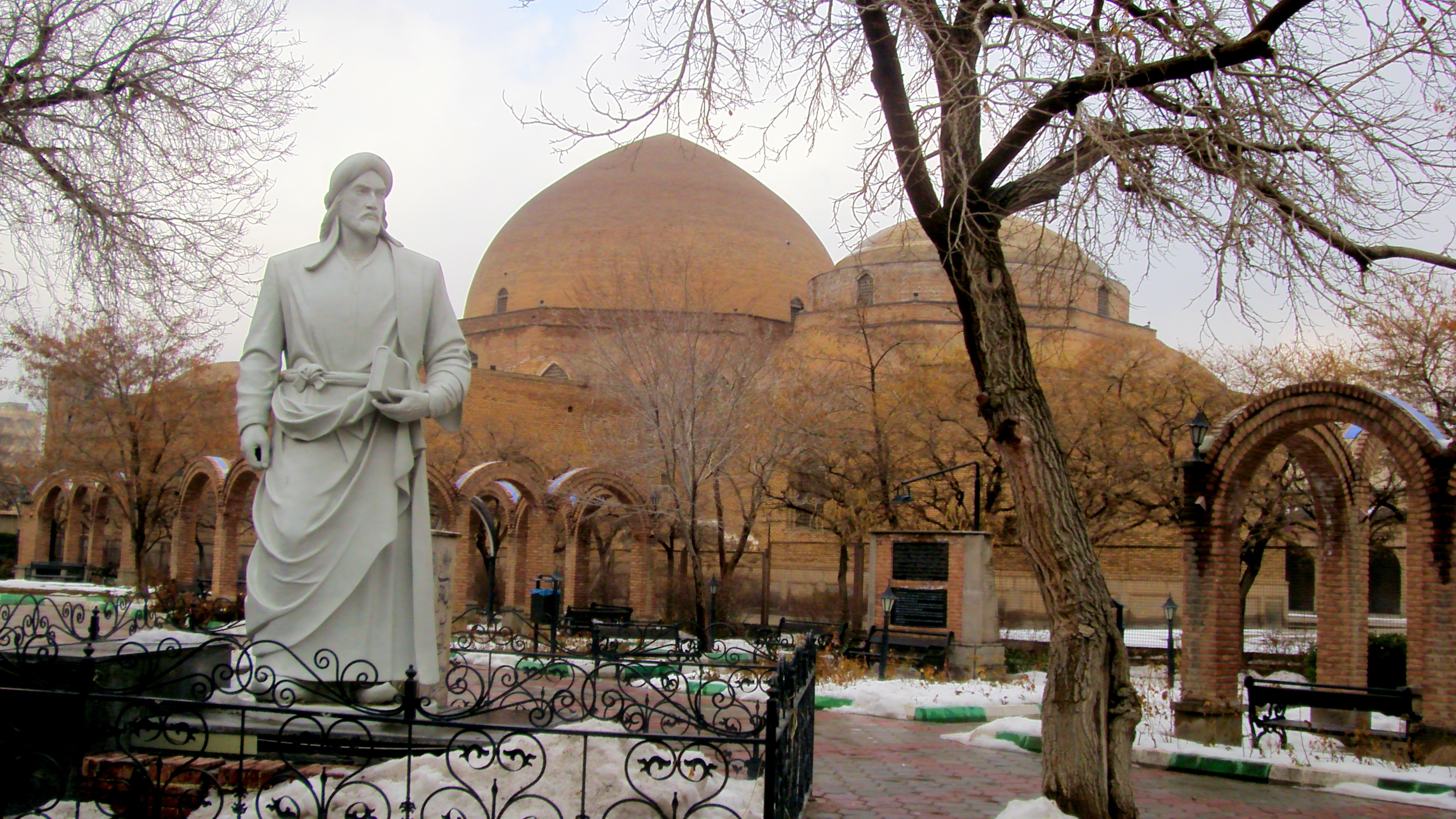